# End of Time (bài hát)
"End of Time" là một ca khúc của nữ nghệ sĩ thu âm người Mỹ Beyoncé từ album phòng thu thứ tư của cô, 4 (2011). Ca khúc được sáng tác bởi Knowles, Terius Nash, Shea Taylor, Dave Taylor trong khi việc sản xuất được giao cho Knowles, The-Dream, Switch và Diplo. Lúc đầu, ca khúc được đặt tên là "Till the End of Time", bản demo của ca khúc được tuồn lên mạng vào 20 tháng 5 năm 2011, nhiều người cho rằng "End of Time" sẽ là đĩa đơn tiếp theo sau "Run the World (Girls)" (2011). Tuy nhiên sau cùng, "Best Thing I Never Had" mới được chọn làm đĩa đơn thứ hai. Vào tháng 2 năm 2012, Knowles thông báo trên trang web chính thức của mình rằng, "End of Time" sẽ là đĩa đơn thứ năm của 4. Đĩa đơn được phát hành tại Anh vào 22 tháng 4 năm 2012.
Trong tuần đầu tiên 4 phát hành, ca khúc đã ra mắt tại vị trí 62 ở UK Singles Chart, và vị trí thứ 20 tại UK R&B Chart, chỉ tính riêng theo doanh số tải kĩ thuật số. "End of Time" cũng đã ra mắt ở vị trí thứ 26 tại bảng xếp hạng South Korea Gaon International Singles Chart và vị trí thứ 13 tại bảng xếp hạng Billboard Bubbling Under Hot 100 của Mỹ.

## Rò rỉ ca khúc và cuộc thi phối khí
Một đoạn ngắn của "End of Time" đã bị tuồn lên mạng vào 1 tháng 5 năm 2011. Bản demo đầy đủ của ca khúc đã bị rò rỉ và tuồn lên mạng vào 20 tháng 5 năm 2012. Thời điểm đó, ca khúc có tên là "Till the End of Time". Một số trang web, bao gồm MTV, thông báo rằng ca khúc có thể sẽ được chọn làm đĩa đơn thứ hai sau "Run the World (Girls)". Tuy nhiên, những suy đoán này đã giảm khi Knowles phát hành đĩa đơn quảng bá độc quyền ở Mỹ, "1+1", vào 25 tháng 5 năm 2011. Hãng thu âm Columbia sau đó nhanh chóng thông báo rằng "1+1" sẽ không được gửi đến đài phát thanh và "Best Thing I Never Had" sẽ được chọn làm đĩa đơn thứ hai của 4. "End of Time" được phát hành ở Anh vào 22 tháng 4 năm 2012.
Vào 8 tháng 2 năm 2012, hãng đĩa Columbia và trang web chính thức của Knowles thông báo rằng "End of Time" sẽ được chọn làm đĩa đơn thứ năm của 4. Trước khi phát hành đĩa đơn, Knowles kêu gọi những người hâm mộ của cô tham gia vào cuộc thi remix (phối khí) cho ca khúc trên hiệp hội chia sẻ nhạc SoundCloud, và những người tham gia cuộc thi phải có độ tuổi từ 18 trở lên. Cuộc thi được mở rộng tới 25 quốc gia, diễn ra từ 8 tháng 2 năm 2012 đến 9 tháng 3 năm 2012. Theo như trang web của cô, người thắng cuộc sẽ nhận được $4,000 và bản remix của người đó sẽ được xuất hiện trong sản phẩm âm nhạc tiếp theo của Knowles.
Đến 4 tháng 3 năm 2012, hơn 2000 bản remix đã được tải lên SoundCloud, và ngày hôm sau, một thông cáo báo chí được ban hành, công bố các thành viên thuộc ban giám khảo quốc tế để lựa chọn người chiến thắng, ban giám khảo bao gồm Knowles, nhạc sĩ người Anh Isabella Summers của ban nhạc Florence and the Machine, nhà sản xuất âm nhạc và DJ người Hà Lan Afrojack, bộ đôi DJ và cũng là nhà sản xuất ngườiBa Lan, WAWA, nhà sản xuất hàng đầu New York, DJ Jus SKE và cuối cùng là người đoạt giải Oscar, nhà soạn nhạc Giorgio Moroder. Vào 17 tháng 4, người chiến thắng cuộc thi được công bố, đó là Radzimir "Jimek" Debski, đồng thời bản remix của anh cũng được thông báo rằng sẽ xuất hiện trong đĩa mở rộng remix của Knowles, 4: The Remix.

## Video âm nhạc
Có nhiều nguồn tin cho rằng vào tháng 8 năm 2011, Knowles đã quay video âm nhạc cho một số ca khúc trong 4, trong đó có cả video cho "End of Time", được quay vào 3 tháng 8 năm 2011.

## Đội ngũ sản xuất
Thông tin được lấy từ ghi chú trong album 4.
| - Beyoncé Knowles – hát chính, sản xuất, sáng tác - Alex Asher – trombone - Johnny Butler – tenor saxophone - Jack Daley – guitar điện - Serban Ghenea – phối nhạc - Cole Kamen-Green – trumpet - John Hanes – thiết kế phối nhạc - Terius "The-Dream" Nash – sản xuất, sáng tác - Wesley "Diplo" Pentz – sản xuất bổ sung, sáng tác - Drew Sayers – tenor, baritone saxophone | - Phil Seaford – trợ lý thiết kế phối nhạc - Chris Soper – trợ lý thiết kế - David "Switch" Taylor – sản xuất bổ sung, sáng tác - Shea Taylor – sáng tác - Pat Thrall – thu âm - Nick Videen – tenor, alto saxophone - Pete Wolford – trợ lý thiết kế - Josiah Woodson – trumpet - Jordan "DJ Swivel" Young – chỉnh giọng |

## Xếp hạng
Trước khi được phát hành như một đĩa đơn chính thức, "End of Time" ra mắt tại vị trí 62 ở UK Singles Chart, và vị trí thứ 20 tại UK R&B Chart vào tuần lễ 4 tháng 7 năm 2011. Ca khúc đã bán được 4,488 bản kĩ thuật số trong tuần đầu tiên 4 phát hành. Và ở Nam Triều Tiên, với 18,222 được tiêu thụ, "End of Time" đã vươn lên vị trí thứ 26 tại bảng xếp hạng South Korea Gaon International Singles Chart trong tuần lễ kết thúc vào 2 tháng 7 năm 2011. Ca khúc cũng lọt vào bảng xếp hạng Billboard Bubbling Under Hot 100 của Mỹ ở vị trí thứ 13 vào tuần lễ 16 tháng 7 năm 2011.
| Bảng xếp hạng (2011–12)                     | Vị trí cao nhất |
| ------------------------------------------- | --------------- |
| Bỉ (Ultratip Flanders)                      | 63              |
| Irish Singles Chart                         | 27              |
| South Korea International Singles Chart     | 26              |
| UK R&B Chart                                | 13              |
| UK Singles Chart                            | 39              |
| Mỹ Billboard Bubbling Under Hot 100 Singles | 13              |
| Mỹ Hot Dance Club Songs                     | 33              |

## Lịch sử phát hành
| Quốc gia | Ngày                | Định dạng                |
| -------- | ------------------- | ------------------------ |
| Anh      | 28 tháng 3 năm 2012 | Đài phát thanh đương đại |
| Anh      | 22 tháng 4 năm 2012 | Tải kĩ thuật số          |

## Liên kết khác
- Trang web chính thức của Beyoncé Lưu trữ ngày 5 tháng 1 năm 2009 tại Wayback Machine